# Chambry (Seine-et-Marne)
Chambry település Franciaországban, Seine-et-Marne megyében. Lakosainak száma 1051 fő (2022. január 1.). Chambry Penchard, Poincy, Varreddes, Barcy, Crégy-lès-Meaux, Étrépilly és Meaux községekkel határos.

## Népesség
A település népességének változása:
| Lakosok száma | 947  | 966  | 985  | 979  | 986  | 993  | 1032 | 1038 | 1051 |
|               | 2013 | 2015 | 2016 | 2017 | 2018 | 2019 | 2020 | 2021 | 2022 |